# The Amboy Dukes
Pour les articles homonymes, voir Dukes.
The Amboy Dukes est un groupe américain de rock, originaire de Détroit, dans le Michigan. Actif dans les années 1960 et 1970, ils sont surtout connus pour leur single Journey to the Center of the Mind, classé seizième au Billboard en 1968, et pour avoir lancé la carrière de Ted Nugent.
Le nom vient d'un livre sur les méfaits d'un gang de voyous qui régnait sur le quartier de Brooklyn.

## Historique
Ted Nugent, le cerveau des Amboy Dukes, est né et a grandi à Détroit, puis a commencé sa carrière en 1958 à l'âge de 10 ans. Il joue dans un groupe local appelé The Royal High Boys entre 1960 et 1962 et plus tard dans un groupe appelé The Lourds, où il fera la rencontre du futur chanteur des Amboy Dukes, John Drake. Nugent joue avec The Lourds jusqu'à ce que sa famille n'emménage dans l'Illinois où il forme les Amboy Dukes, dans la banlieue de Chicago, en 1964. 
Les Amboy Dukes débutent à Chicago avant de revenir à Détroit. Avant de signer avec un label, le groupe était constitué de Bob Lehnert (chant de 1965–1968), Ted Nugent (guitare), Gary Hicks (guitare), Dick Treat (basse), et Gail Uptadale (batterie). Après avoir signé chez Mainstream Records, label new-yorkais, la formation se compose de : John Drake (chant), Ted Nugent (guitare, chant), Steve Farmer (guitare, chant), Rick Lober (clavier), Bill White (basse), et Dave Palmer (batterie) (The Galaxy Five et The Citations).
En 1968 sort l'album Journey to the Center of the Mind. Celui-ci amène de nouveau changements au sein de la formation : John Drake (chant), Ted Nugent (guitare, chant), Steve Farmer (guitare, chant), Andy Solomon (clavier, saxophone, chant) (The Apostles), Greg Arama (basse) (The Gang), et Dave Palmer (batterie).
Puis après la sortie de l'album Migration en 1970, le groupe se compose de Rusty Day (chant, harmonica) (Rusty Day and the Midnighters), Ted Nugent (guitare, chant), Steve Farmer (guitare, chant), Andy Solomon (clavier, saxophone, chant), Greg Arama (basse), et Dave Palmer (batterie)
Les racines musicales du genre se tournent vers le rock psychédélique,, l'acid rock, et le hard rock,.

## Discographie
- 1967 : The Amboy Dukes (Mainstream Records)
- 1968 : Journey to the Center of the Mind (Mainstream)
- 1968 : Migration (Mainstream)
- 1968 : You Talk Sunshine, I Breathe Fire (maxi, Mainstream)
- 1968 : The Best of the Original Amboy Dukes
- 1970 : Marriage on the Rocks/Rock Bottom (Polydor Records)
- 1971 : Survival of the Fittest Live (At the Eastown Theatre, Detroit) (Polydor)
- 1973 : Call of the Wild (DiscReet Records, label de Frank Zappa)
- 1974 : Tooth, Fang & Claw (DiscReet)